# Марк Арм
Марк Арм — американський музикант, гітарист та фронтмен рок-гурту Mudhoney.

## Життєпис
Марк Маклафлін (справжнє ім'я музиканта) народився в 1962 році в Каліфорнії, але дитинство провів в Кіркленді, штат Вашингтон. В юності він захоплювався панк-гуртами (The Dickies, Flipper) та колективами нью-вейву (Devo).
Свій перший гурт Марк Арм заснував у двадцять років, назвавши його Mr. Epp and the Calculations. Колектив існував два роки та випустив мініальбом Of Course I'm Happy, Why?, а також низку пісень, що потрапили до різних збірок. Також Арм деякий час грав у гурті Limp Richards разом із гітаристом Стівом Тернером, з яким він був знайомий з 1982 року.
У 1984 році Арм та Тернер вирішили створити новий колектив Green River, запросивши, зокрема, гітариста Стоуна Ґоссарда, бас-гітариста Джефа Амента. Вони грали щось середнє між панк-роком The Stooges та металом Black Sabbath. З 1985 по 1988 роки гурт випустив три мініальбоми, після чого розпався. Арм продовжив грати разом з Тернером, а Амент та Ґоссард заснували власний колектив Mother Love Bone.
Наступним гуртом Арма став Mudhoney, до якого окрім Стіва Тернера увійшов бас-гітарист Метт Лукін та барабанщик Ден Пітерс. Наприкінці 1980-х років Mudhoney випустили декілька альбомів на сіетлському лейблі Sub Pop, і вважались одним з найбільших місцевих гуртів. Саме Sub Pop опинився в центрі ґранджового руху, який набув шаленої світової популярності на початку дев'яностих. Проте сам Арм і його колектив не зуміли підлаштуватись під вимоги індустрії. Mudhoney підписали контракт з Warner Bros., але гурт залишився відносно невідомим широкому загалу, у порівнянні з Nirvana або Pearl Jam (заснованих Аментом і Ґоссардом, з якими Арм грав у Green River). Сам Арм також випустив власний сингл Freewheelin' Mark Arm (1990), а також долучався до записів гуртів Alice in Chains та Gas Huffer.
У 2000 роки Арм продовжував грати в Mudhoney і час від часу випускати нові альбоми. Окрім цього він брав участь в деяких сторонніх проєктах, зокрема The Thrown Ups, Monkey Wrench, Bloodloss та The Wylde Ratttz.